# Beniamin Markarian

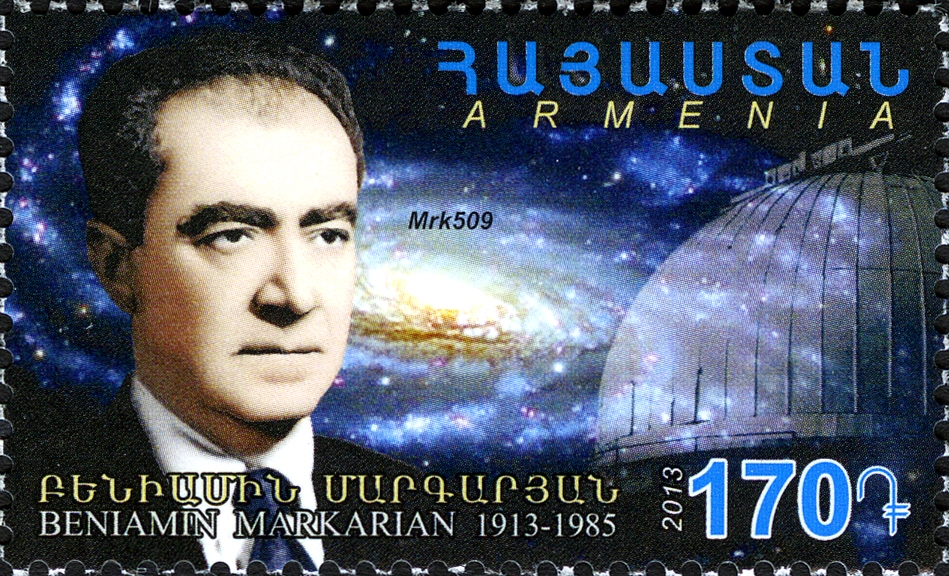
Beniamin Markarian na armeńskim znaczku z 2013 roku

Beniamin Markarian (orm. Բենիամին Մարգարյան, ros. Вениамин Егишевич Маркарян/Weniamin Jegiszewicz Markarjan, ur. 29 listopada 1913 w Szahumian, Armenia; zm. 29 września 1985) – ormiański astrofizyk. Znany jest przede wszystkim jako twórca katalogu astronomicznego Markariana zawierającego asocjacje gwiazdowe oraz odkrywca Łańcucha Markariana, który odkrył w połowie lat 70. XX wieku.